# Buellia tombadorensis
Buellia tombadorensis är en lavart som beskrevs av A. Nordin. Buellia tombadorensis ingår i släktet Buellia och familjen Physciaceae.   Inga underarter finns listade i Catalogue of Life.